# Ферохелатаза
FECH (англ. Ferrochelatase) – білок, який кодується однойменним геном, розташованим у людей на короткому плечі 18-ї хромосоми. Довжина поліпептидного ланцюга білка становить 423 амінокислот, а молекулярна маса — 47 862.
| 10         |  | 20         |  | 30         |  | 40         |  | 50         |
| ---------- |  | ---------- |  | ---------- |  | ---------- |  | ---------- |
| MRSLGANMAA |  | ALRAAGVLLR |  | DPLASSSWRV |  | CQPWRWKSGA |  | AAAAVTTETA |
| QHAQGAKPQV |  | QPQKRKPKTG |  | ILMLNMGGPE |  | TLGDVHDFLL |  | RLFLDRDLMT |
| LPIQNKLAPF |  | IAKRRTPKIQ |  | EQYRRIGGGS |  | PIKIWTSKQG |  | EGMVKLLDEL |
| SPNTAPHKYY |  | IGFRYVHPLT |  | EEAIEEMERD |  | GLERAIAFTQ |  | YPQYSCSTTG |
| SSLNAIYRYY |  | NQVGRKPTMK |  | WSTIDRWPTH |  | HLLIQCFADH |  | ILKELDHFPL |
| EKRSEVVILF |  | SAHSLPMSVV |  | NRGDPYPQEV |  | SATVQKVMER |  | LEYCNPYRLV |
| WQSKVGPMPW |  | LGPQTDESIK |  | GLCERGRKNI |  | LLVPIAFTSD |  | HIETLYELDI |
| EYSQVLAKEC |  | GVENIRRAES |  | LNGNPLFSKA |  | LADLVHSHIQ |  | SNELCSKQLT |
| LSCPLCVNPV |  | CRETKSFFTS |  | QQL        |  |            |  |            |

A: Аланін

C: Цистеїн

D: Аспарагінова кислота

E: Глутамінова кислота

F: Фенілаланін

G: Гліцин

H: Гістидин

I: Ізолейцин

K: Лізин

L: Лейцин

M: Метіонін

N: Аспарагін

P: Пролін

Q: Глутамін

R: Аргінін

S: Серин

T: Треонін

V: Валін

W: Триптофан

Кодований геном білок за функцією належить до ліаз. 
Задіяний у таких біологічних процесах, як ацетилювання, альтернативний сплайсинг. 
Білок має сайт для зв'язування з іонами металів, іоном заліза, залізо-сірчаною групою, групою 2Fe-2S. 
Локалізований у мембрані, мітохондрії, внутрішній мембрані мітохондрії.